# Jefim Tarassow
Jefim Tarassow (* 8. Januar 2002) ist ein kasachischer Sprinter, der sich auf die 400-Meter-Distanz spezialisiert hat.

## Sportliche Laufbahn
Erste Erfahrungen bei internationalen Meisterschaften sammelte Jefim Tarassow im Jahr 2018, als er bei den Olympischen Jugendspielen in Buenos Aires über 400 Meter auf den zehnten Platz gelangte. Im Jahr darauf gewann er bei den Jugendasienmeisterschaften in Hongkong in 48,59 s die Bronzemedaille und 2023 schied er bei den Asienmeisterschaften in Bangkok mit 47,04 s im Halbfinale aus. Zudem belegte er mit der kasachischen Mixed-Staffel über 4-mal 400 Meter in 3:27,84 min den siebten Platz. Anschließend kam er bei den World University Games in Chengdu mit 47,68 s nicht über den Vorlauf über 400 Meter hinaus. Im Oktober schied er bei den Asienspielen in Hangzhou mit 47,09 s im Vorlauf über 400 Meter aus und mit der Mixed-Staffel gewann er in 3:24,85 min gemeinsam mit Adelina Sems, Dmitri Koblow und Alexandra Saljubowskaja die Bronzemedaille hinter den Teams aus Bahrain und Indien. 2024 belegte er bei den Hallenasienmeisterschaften in Teheran in 48,40 s den vierten Platz über 400 Meter und siegte mit der Staffel in 3:12,05 min gemeinsam mit Wjatscheslaw Sems, Andrei Sokolow und Elnur Muchitdinow.
2023 wurde Tarassow kasachischer Meister im 400-Meter-Lauf sowie 2022 in der 4-mal-400-Meter-Staffel. Zudem wurde er 2022 auch Hallenmeister in der 4-mal-400-Meter-Staffel.

## Persönliche Bestzeiten
- 400 Meter: 46,48 s, 22. Juni 2023 in Almaty
  - 400 Meter (Halle): 47,25 s, 7. Januar 2024 in Astana